# Менегаццо, Фернандо
Ферна́ндо Менега́ццо (порт.-браз. Fernando Menegazzo; 3 мая 1981, Анита-Гарибалди, Бразилия) — бразильский футболист, полузащитник. В 2003—2007 годах выступал за сборную Бразилии. Как и многие другие бразильские футболисты, Фернандо имеет паспорт гражданина Италии.

## Карьера
26 января 2010 года Менегаццо продлил контракт с «Бордо» до 2013 года. Однако уже 16 июня 2011 бразилец подписал трёхлетний контракт с саудовским клубом «Аль-Шабаб», попал под шефство нового тренера клуба Мишеля Прюдомма и уже в первый сезон выиграл с новым клубом Саудовскую Премьер-лигу.

## Достижения
«Бордо»
- Чемпион Франции: 2008/09
- Обладатель Кубка Французской лиги: 2007, 2009
- Обладатель Суперкубка Франции: 2008

«Аль-Шабаб»
- Чемпион Саудовской Аравии: 2011/12